# Bernhard Russi
Bernhard Russi (ur. 20 sierpnia 1948 w Andermatt) – szwajcarski narciarz alpejski, dwukrotny medalista olimpijski, trzykrotny medalista mistrzostw świata oraz dwukrotny zdobywca Małej Kryształowej Kuli w klasyfikacji zjazdu Pucharu Świata.

## Kariera
Pierwsze sukcesy w karierze osiągnął w 1968 roku, kiedy zdobył złoty medal w zjeździe, srebrny w kombinacji oraz brązowy w slalomie podczas mistrzostw Szwajcarii juniorów. W tym samym roku zadebiutował w zawodach Pucharu Świata, 8 stycznia 1968 roku w Adelboden zajmując 52. miejsce w gigancie. Mimo kilkukrotnych startów sezon 1967/1968, a także sezon 1968/1969 zakończył z zerowym dorobkiem punktowym.
Pierwsze pucharowe punkty wywalczył 10 stycznia 1970 roku w Wengen, zajmując dziesiąte miejsce w zjeździe. W sezonie 1969/1970 punktował jeszcze kilkukrotnie i ostatecznie zajął 19. miejsce w klasyfikacji generalnej, a w klasyfikacji zjazdu był piąty. W lutym 1970 roku wystąpił na mistrzostwach świata w Val Gardena, zdobywając złoty medal w swej koronnej konkurencji. Wyprzedził tam bezpośrednio Austriaka Karla Cordina oraz Malcolma Milne’a z Australii. W pierwszej połowie sezonu 1970/1971 Russi po raz pierwszy stanął na podium zawodów Pucharu Świata. Zajmując 16 stycznia 1971 roku w Sankt Moritz drugie miejsce w zjeździe rozdzielił na podium dwóch rodaków: Waltera Trescha i Andreasa Sprechera. Dwa tygodnie później, 31 stycznia w Megève odniósł pierwsze pucharowe zwycięstwo, wygrywając bieg zjazdowy. W pozostałych startach dwukrotnie stawał na podium, w obu przypadkach na najwyższym stopniu: 13 lutego w Mont-Sainte-Anne wygrał giganta, a pięć dni później w Sugarloaf był najlepszy w zjeździe. W klasyfikacji generalnej dało mu to piąte miejsce, jednak w klasyfikacji zjazdy był najlepszy, otrzymując Małą Kryształową Kulę.
Najważniejszym punktem sezonu 1971/1972 były igrzyska olimpijskie w Sapporo. Russi wystąpił tylko w swej koronnej konkurencji, zdobył jednak złoty medal. W zawodach tych wyprzedził innego Szwajcara, Rolanda Collombina oraz Austriaka Heinricha Messnera. W zawodach pucharowych pięciokrotnie stawał na podium, odnosząc trzy zwycięstwa: 5 grudnia 1971 roku w Sankt Moritz, 25 lutego w Crystal Mountain i 15 marca 1972 roku w Val Gardena wygrywał zjazd. Podobnie jak przed rokiem był piąty w klasyfikacji generalnej oraz najlepszym w klasyfikacji zjazdu. Zbliżone wyniki uzyskał w sezonie 1972/1973: był szósty w klasyfikacji generalnej i drugi w klasyfikacji zjazdu, w której lepszy okazał się Collombin. Russi cztery razy znalazł się w pierwszej trójce, w tym 13 stycznia w Grindelwald i 3 lutego 1973 roku w Sankt Anton am Arlberg był najlepszy w zjazdach. W dwóch kolejnych sezonach tylko trzykrotnie plasował się na podium, nie odnosząc żadnego zwycięstwa. Bez medalu wrócił z mistrzostw świata w Sankt Moritz, gdzie w zjeździe był trzynasty.
Kolejny sukces osiągnął podczas igrzysk olimpijskich w Innsbrucku w 1976 roku, gdzie zdobył srebro w biegu zjazdowym. Wyprzedził go tylko reprezentant gospodarzy Franz Klammer, a trzecie miejsce zajął Włoch Herbert Plank. Do zwycięzcy Russi stracił 0,33 sekundy. W zawodach Pucharu Świata prezentował się lepiej niż w dwóch poprzednich latach i zajął ósme miejsce w klasyfikacji generalnej oraz trzecie w klasyfikacji zjazdu. Ośmiokrotnie plasował się w czołowej dziesiątce, w tym pięć razy na podium, chociaż nie odniósł zwycięstwa. Ostatnią wygraną w zawodach PŚ zanotował 30 stycznia 1977 roku w Morzine. Ponadto sześciokrotnie był trzeci i trzykrotnie czwarty, co dało mu trzecie miejsce w klasyfikacji zjazdu i po raz kolejny piąte w klasyfikacji generalnej. Brał także udział w mistrzostwach świata w Garmisch-Partenkirchen w 1978 roku, jednak w zjeździe zajął dopiero czternaste miejsce. W zawodach Pucharu Świata w sezonie 1977/1978 wystartował tylko raz – 22 grudnia 1977 roku w Cortina d’Ampezzo był drugi w swej koronnej konkurencji. W klasyfikacji generalnej zajął 17. miejsce, a w klasyfikacji zjazdu był dwunasty. Po zakończeniu tego sezonu postanowił zakończyć karierę
Trzykrotnie zdobywał mistrzostwo Szwajcarii: w zjeździe w latach 1970 i 1971 oraz w kombinacji w 1971 roku. W 1970 roku otrzymał tytuł najlepszego sportowca Szwajcarii.
P zakończeniu kariery Russi był między innymi przewodniczącym komitetu narciarstwa alpejskiego w Międzynarodowej Federacji Narciarskiej (FIS), zajmował się także projektowaniem tras narciarskich. Począwszy od Igrzysk Olimpijskich 1988, Russi pracował przy projektach większości tras olimpijskich w zjeździe. Jest ponadto komentatorem w szwajcarskiej telewizji.

## Osiągnięcia

### Igrzyska olimpijskie
| Miejsce | Dzień    | Rok  | Miejscowość | Konkurencja | Czas biegu  | Strata  | Zwycięzca     |
| ------- | -------- | ---- | ----------- | ----------- | ----------- | ------- | ------------- |
| 1.      | 7 lutego | 1972 | Sapporo     | Zjazd       | 1:51,43 min | –       | –             |
| 2.      | 5 lutego | 1976 | Innsbruck   | Zjazd       | 1:45,73 min | +0,33 s | Franz Klammer |

### Mistrzostwa świata
| Miejsce | Dzień       | Rok  | Miejscowość            | Konkurencja | Czas biegu  | Strata  | Zwycięzca      |
| ------- | ----------- | ---- | ---------------------- | ----------- | ----------- | ------- | -------------- |
| 1.      | 15 lutego   | 1970 | Val Gardena            | Zjazd       | 2:24,57 min | –       | –              |
| 1.      | 7 lutego    | 1972 | Sapporo                | Zjazd       | 1:51,43 min | –       | –              |
| 13.     | 9 lutego    | 1974 | Sankt Moritz           | Zjazd       | 1:56,98 min | +2,86 s | David Zwilling |
| 2.      | 5 lutego    | 1976 | Innsbruck              | Zjazd       | 1:45,73 min | +0,33 s | Franz Klammer  |
| 14.     | 29 stycznia | 1978 | Garmisch-Partenkirchen | Zjazd       | 2:04,12 min | +2,59 s | Josef Walcher  |

### Puchar Świata

#### Miejsca w klasyfikacji generalnej
- sezon 1969/1970: 19. miejsce
- sezon 1970/1971: 5. miejsce
- sezon 1971/1972: 5. miejsce
- sezon 1972/1973: 6. miejsce
- sezon 1973/1974: 17. miejsce
- sezon 1974/1975: 11. miejsce
- sezon 1975/1976: 8. miejsce
- sezon 1976/1977: 5. miejsce
- sezon 1977/1978: 28. miejsce

#### Zwycięstwa w zawodach
1. Val Gardena – 15 lutego 1970 (zjazd)
2. Megève – 31 stycznia 1971 (zjazd)
3. Mont St. Anne – 13 lutego 1971 (gigant)
4. Sugarloaf – 18 lutego 1971 (zjazd)
5. St. Moritz – 5 grudnia 1971 (zjazd)
6. Crystal Mountain – 25 lutego 1972 (zjazd)
7. Val Gardena – 15 marca 1972 (zjazd)
8. Grindelwald – 13 stycznia 1973 (zjazd)
9. St. Anton – 3 lutego 1973 (zjazd)
10. Morzine – 30 stycznia 1977 (zjazd)

- 10 zwycięstw (9 zjazdów i 1 gigant)

#### Pozostałe miejsca na podium
1. Sankt Moritz – 16 stycznia 1971 (zjazd) – 2. miejsce
2. Kitzbühel – 14 stycznia 1972 (zjazd) – 3. miejsce
3. Crystal Mountain – 26 lutego 1972 (zjazd) – 2. miejsce
4. Garmisch-Partenkirchen – 7 stycznia 1973 (zjazd) – 3. miejsce
5. Kitzbühel – 27 stycznia 1973 (zjazd) – 2. miejsce
6. Schladming – 22 grudnia 1973 (zjazd) – 3. miejsce
7. Innsbruck – 26 stycznia 1975 (zjazd) – 2. miejsce
8. Val Gardena – 21 marca 1975 (zjazd) – 3. miejsce
9. Val d’Isère – 7 grudnia 1975 (zjazd) – 3. miejsce
10. Wengen – 9 stycznia 1976 (zjazd) – 3. miejsce
11. Morzine – 17 stycznia 1976 (zjazd) – 2. miejsce
12. Val Gardena – 18 grudnia 1976 (zjazd) – 3. miejsce
13. Kitzbühel – 15 stycznia 1977 (zjazd) – 3. miejsce
14. Wengen – 22 stycznia 1977 (zjazd) – 3. miejsce
15. Morzine – 31 stycznia 1977 (zjazd) – 3. miejsce
16. Laax – 18 lutego 1977 (zjazd) – 3. miejsce
17. Heavenly Valley – 12 marca 1977 (zjazd) – 3. miejsce
18. Val Gardena – 22 grudnia 1977 (zjazd) – 2. miejsce